# Вектор-06Ц
«Вектор-06Ц» — советский домашний компьютер, созданный в 1986 году.

## История
Домашний компьютер «Вектор-06Ц» был разработан в середине 1980-х годов советскими инженерами из Кишинёва Донатом Темиразовым и Александром Соколовым. Запущен в производство после 33-й Всесоюзной радиовыставки в 1987 году, на которой «Вектор-06Ц» получил первую премию и был замечен заместителем министра радиопромышленности СССР.
Изначально производился на кишинёвском ПО «Счётмаш». Производство «Вектора» и родственных ему ПК было освоено различными оборонными предприятиями, находящимися в разных городах СССР, в том числе Астрахани, Волжском, Кирове и Минске. В 1988 году «Вектор» получил серебряную медаль ВДНХ СССР, а в 1989 году занял первое место среди 8-разрядных ПЭВМ (второе общее) на конкурсе ГКВТИ СССР.
В 1989 году компьютер продавался по цене в 750 руб.
В 1991 году «Счётмаш» выпустил модель «Вектор-06Ц.02» с несколько изменённой схемой, но полностью совместимой с прежней моделью и с такими же возможностями.
Однако с массовым распространением в середине 1990-х годов в странах бывшего СССР гораздо более мощных IBM-совместимых компьютеров, «Вектор» вместе с другими 8-разрядными ЭВМ был постепенно вытеснен из обихода.

## Основные технические характеристики
- Процессор: КР580ВМ80А, работает на повышенной тактовой частоте 3 МГц (стандартная максимальная частота 2,5 МГц); однако из-за торможения процессора видеоконтроллером каждый машинный цикл расширяется до 4 тактов, например, 4- и 8-тактовые команды так и выполняются за 4 и 8 тактов, а 5- и 7-тактовые — за 8, 10-тактовые — за 12 и т. д.
- ОЗУ: 64 КБ, из которых от 8 до 32 КБ может использоваться под видеопамять (соответственно, память пользователя — от 32 до 56 Кбайт).
- ПЗУ: 512 байт или 2 КБ; содержит только начальный загрузчик[5] либо только с магнитофона (512 Байт), либо с магнитофона, флоппи-дисковода, квази-диска или внешнего ПЗУ (2 Кбайта); Бейсик, как и любые другие программы, загружается с кассеты или другого внешнего носителя.
- Трёхканальный синтезатор звука, выполнен на микросхеме программируемого таймера КР580ВИ53.
- Один программно-формируемый звуковой канал.
- Аппаратная вертикальная прокрутка экрана.
- Возможность расширения через системную шину и порты ввода-вывода.
- Несмотря на большое число микросхем — до 105 шт.[6], «Вектор-06Ц» имел конструкцию, почти не содержащую дефицитных и дорогих элементов или каких-либо специализированных микросхем вроде БМК (ULA). Стоимость «Вектора-06Ц» в конце 1980-х составляла 750 руб. — на 100 руб. дороже БК-0010-01.

### Видеосистема
Возможные видеорежимы «Вектора-06ц»:
- 256×256 пикселей при 2, 4, 8, 16 одновременно отображаемых цветах из общей палитры 256 цветов;
- 512×256 пикселей с палитрой 2 или 4 цвета из 256;
- 1024×256 пикселей с палитрой 2 цвета из 256.

Видеопамять организована в виде четырёх 8-килобайтных страниц, или битовых плоскостей, которые можно включать и отключать программированием палитры. Отключённые плоскости могут быть задействованы как обычная память для программ и данных. Изменяя число задействованных плоскостей видеопамяти можно получать видеорежимы с разной глубиной цвета. Так, четыре включённых плоскости дают глубину 4 бита на пиксель, то есть 16 одновременно отображаемых цветов. Две одновременно работающих плоскости дают 2 бита на пиксель, или 4 цвета. Одна плоскость даёт монохромное изображение.
Во всех графических режимах поддерживается установка цвета бордюра в любой из 256 цветов общей палитры. Аппаратно реализована плавная вертикальная прокрутка. Нестандартным программированием видеосистемы можно было получать различные «спецэффекты», в частности превышение ограничения в 16 одновременно отображаемых цветов.
Аппаратная реализация текстовых режимов отсутствует, вывод текста осуществляется программно в графическом режиме. 
В качестве устройства отображения использовался обычный телевизор с выведенным видеовходом, либо монитор с телевизионными параметрами развертки.

### Звук
Встроенная звуковая подсистема выводила звук на одиночный встроенный мини-динамик и линейный вход магнитофона. Звуковой генератор на базе программируемого таймера КР580ВИ53 позволял синтезировать монофонические мелодии с трёхканальной полифонией. При этом звук заданной частоты воспроизводился практически без участия центрального процессора, что позволяло выводить музыку и звук параллельно с другими действиями, требующими существенной загрузки процессора. Правда, звук всегда имел только прямоугольную волновую форму, и не было возможности программной регулировки громкости. Однако в другом режиме работы таймера КР580ВИ53 (как генератора импульсов заданной длительности) он мог программно воспроизводить достаточно качественный оцифрованный звук, примерно соответствующий 7-битному ЦАП, с частотой дискретизации около 7-8 КГц (частоту дискретизации можно было увеличить в несколько раз с пропорциональным снижением количества уровней сигнала, то есть «разрядности ЦАП»).
В начале 1990-х сторонними разработчиками были созданы варианты подключения внешнего более сложного трёхголосного (плюс генератор шума) аудиоконтроллера General Instruments AY-3-8910, подключаемые либо к системному разъёму ВУ, либо к разъёму принтера ПУ.

### Возможности расширения
Два разъёма расширения, расположенные на задней стенке компьютера, позволяли подключать различные периферийные устройства. В заводской поставке никаких дополнительных устройств для подключения в эти разъёмы не предлагалось, но их можно было приобрести отдельно.

### Хранение данных
В базовой комплектации «Вектор» не имел никаких дополнительных устройств хранения данных, и в качестве загрузчика системы и внешнего носителя было необходимо использовать бытовой кассетный магнитофон. Магнитофон подключался к соответствующему разъему ПК, а программы записывались на обычные аудиокассеты. На 60-минутную кассету могло поместиться до 512 КБ данных.
Стандартный формат записи на кассету отличался тем, что данные разбивались на короткие блоки по 256 байт, каждый из которых был снабжён собственным заголовком. В каждом заголовке содержалось достаточно информации для того, чтобы загрузчик мог читать блоки в произвольном порядке. Это позволяло повторно загрузить сбойные блоки, не повторяя считывание файла целиком. Кроме того, процесс загрузки блоков наглядно отображался на экране в виде характерной «матрицы» из столбиков, заполнявшихся по мере считывания блока данных. Схожее разбиение на короткие блоки применялось в формате записи компьютеров Atari 400/800, однако заголовки блоков не содержали данных о файле.
Помимо стандартного формата записи на кассету, для «Вектора» было создано несколько усовершенствованных вариантов блоковой записи данных, позволявших ещё больше увеличить надёжность хранения информации и ускорить процесс загрузки программ в несколько раз.
Схема «Вектора» изначально предусматривала подключение внешнего модуля расширения памяти объёмом 64 или 256 Кбайт, который назывался «квазидиском», потому что предназначался для использования в качестве дискового накопителя. Специально адаптированная версия МикроДОС позволяла работать с квазидиском как с дискетой. Начальная загрузка квазидиска производилась с кассетного магнитофона или с дисковода. Существовали сторонние разработки с объёмом памяти до 2 МБ. Некоторые программы требовали наличия квазидиска и использовали его в качестве дополнительного ОЗУ.
В «Векторе» предусматривалось использование 5,25″ или 3,5″ дисковода через внешнюю схему контроллера НГМД. Сторонними разработчиками было создано несколько несовместимых между собой схем контроллеров и адаптированы операционные системы CP/M и МикроДОС. Ёмкость дискет составляла 640 или 800 КБ.
Кроме того, был разработан ROM-диск объёмом 65 КБ или больше, на котором обычно размещались часто используемые программы, например: Бейсик, монитор-отладчик, текстовый редактор.  Была создана схема подключения жёсткого диска с возможностью разбиения диска на логические области и операционная система с поддержкой НЖМД.
Для обеспечения поддержки всех подключаемых устройств было создано несколько версий встроенного загрузчика.

## Модификации и производные ПК
Промышленностью выпускалось несколько схожих с «Вектором-06ц» домашних компьютеров. Модификации базовой модели «Вектора-06ц»: Вектор-06Ц.02, Вектор Старт-1200, Криста-2, ПК-6128Ц. Также была независимая частная разработка, которая называлась Вектор Турбо+.

### Вектор Старт-1200
«Вектор Старт-1200» продавался в виде конструктора. В ПЗУ был записан начальный загрузчик и монитор. Видеосистема «Старта-1200» позволяла выбрать одну из 32 возможных палитр цветов, произвольное программирование палитры не поддерживалось.

### Криста-2
Компьютер «Криста-2» это предыдущая, промежуточная версия компьютера Вектор 06Ц. Отличительные особенности этого компьютера от «Вектор 06Ц»:
- Центральный процессор работает на более низкой частоте, которая составляет 2,5 МГц.
- Изображение формируемое компьютером на стандартом телевизоре не может быть отображено полностью по ширине.
- Нет возможности изменять палитру цветов. У компьютера 16 фиксированных цветов.
- Формат хранения программ на магнитной ленте с «Вектор 06Ц» несовместим.
- Видеорежим высокого разрешения 512×256 несовместим. Отличается порядок расположения точек в байте.[10].
- Есть дополнительный видеорежим 1024×256.[11].

### ПК-6128ц
В 1991г в г. Астрахань на заводе "Прогресс" выпускалась модификация «Вектора-06Ц» под названием ПК-6128ц.
Отличительные особенности ПК-6128ц:
- Процессор: ИМ1821ВМ85А (аналог i8085), 3 МГц. Напряжение питания данного процессора позволило отказаться от использования громоздкого внешнего блока питания Вектор 06ц и встроить БП непосредственно в сам компьютер.
- ОЗУ: 128 КБ
- ПЗУ: 16 КБ
- Адаптер ЛВС со скоростью передачи 46 Кбод
- Встроенный контроллер дисковода. Сам сдвоенный 5,25 флоппи дисковод предлагался опционально
- Герконовая механическая клавиатура (предлагалась опционально)

Розничная цена ПК-6128ц составляла 1060 рублей.

### Другие модификации
Вектор Турбо+ был модернизацией заводского варианта «Вектор-06Ц» разрабатываемой в НПП «Интек» (г. Владимир). Доработка включала в себя установку процессора Z80 на частотах 3, 6 и 12 МГц, расширение ОЗУ до 1−2 МБ, улучшение характеристик видеоадаптера до максимального режима 1024×256 точек при 4 цветах, наличие системных часов, дисковода, клавиатуры IBM AT, контроллера прерываний. Был создан прототип, но серийное производство налажено не было.

## Программное обеспечение
«Вектор-06ц» — один из немногих домашних компьютеров, которые бесполезны без внешнего накопителя с программным обеспечением (у него отсутствует даже встроенный монитор-отладчик). При включении компьютера предварительно необходимо подготовить магнитофон с программным обеспечением.
В комплект «Вектора-06ц» входила одна аудиокассета с несколькими системными программами и играми. Дополнительные программы можно было приобрести в фирмах, торговавших компьютерными программами для ПК.
Содержание аудиокассеты из стандартной поставки:

| «Сторона 1» 1. Тест техпрогона ROM 2. Бейсик v2.5 ROM 3. Реклама BAS 4. Инфор-1 BAS 5. Инфор-2 BAS 6. Самоучитель бейсика (10 программ) BAS 7. Калах BAS (настольная игра Калах) 8. Хоккей BAS | «Сторона 2» 1. Copy ROM 2. Тест устройств ROM 3. Йети ROM 4. Тетрис ROM 5. Монитор-отладчик ROM 6. Редактор-ассемблер MON 7. Реверси BAS 8. Торпедная атака BAS |

«Вектор» мог использоваться как для обучения или работы (программирование, тексты, таблицы, базы данных, рисование графиков, иллюстраций и т. д.), так и для развлечений.
Для «Вектора» было создано около 400 игр, представляющих все основные жанры, характерные для ПК 1980-х годов. Особенно выделялись «лабиринты» и «платформеры», такие как «Адскок», «Амбал», «Йети», «Гротоход», «Rise Out», «Putup», «Alibaba», «Eric», «Binary Land», «Pacman», «Boulder Dash», «Digger» и другие. Существовали и разнообразные логические и спортивные игры — шахматы, шашки, тетрисы, бильярды, сокобаны, реверси, цветные линии, Filler, Lemmings и т. д. Много «леталок-стрелялок» как с вертикальным скроллингом — «Полет», Death Fight, Back by LSI и др., так и с горизонтальным — Cyber Mutant, «Планета птиц», «Зона будущего», Raider 2, «Морской охотник», «Спутник смерти», «Десантник» и т. д. Неплохо представлены драки — After the war, International karate, Best of the best, Samurai и др. Есть несколько игр с настоящей 3D-графикой — вроде Pillars и Star wars — и псевдотрёхмерные лабиринты — Maze, Alfred и др., а также «как бы трехмерные» «леталки» типа «Галактический патруль» и «Охота за вампиром». Конечно, есть и другие классические игры 80-х — Exolon, Pairs, Stop the express, Arkanoid, «Питон», Crazy train, Lode Runner, Frogger, Cybernoid и многие другие. Очень много хороших игр было перенесено практически без изменений с ПК семейства MSX, меньше — с ZX Spectrum и IBM PC. Широчайшие графические возможности «Вектора» во многих случаях позволяли практически со стопроцентной точностью имитировать графику MSX, Спектрума, IBM PC и других ПК.
- Игры для Вектора-06Ц
- Игра А. З. Лебедева «Адскок»
- «Putup» — очень популярная на «Векторе» адаптация игры с ПК стандарта MSX
- Псевдотрехмерная игра «Maze» Битюцкова С. Н. с очень быстрой графикой
- Игра «Гротоход» Е. Шамиса написана специально для «Вектора-06Ц»
- «Exolon» — прекрасная адаптация игры с ПК ZX Spectrum
- Игра «Самурай» А. Сергеева и Д. Степанова
- «Амбал» — одна из популярных игр на «Векторе». Автор — Кузнецов Р. В.

Кроме игр предлагались различные системные и прикладные программы, в частности различные диалекты Бейсика, Паскаль, мониторы-отладчики, ассемблер, редакторы текста и графики и др. Наличие квазидиска и/или дисковода давало возможность использования ОС CP/M версии 2.2 и её отечественного варианта — ОС МикроДОС. Это позволяло использовать программы, написанные для CP/M, такие как: СУБД dBase II, текстовый процессор WordStar, электронную таблицу SuperCalc, компиляторы C, Ada, Pascal, LISP, Assembler и другие программы.
Был создан эмулятор монитора, который позволял запускать программы для компьютеров Радио 86РК, Микроша, Специалист без изменений. Путём рекомпиляции с помощью специальных программ адаптировались отдельные программы с ZX Spectrum и MSX.

## Сообщество пользователей
«Вектор» держался в тени более распространённых в СССР ПК БК-0010 и аналогов ZX-Spectrum, но имел значительное число приверженцев. Энтузиастами было написано большое количество оригинальных игровых и системных программ. Было создано много оригинальных аппаратных разработок и адаптированы некоторые решения, созданные для других платформ. Несколько фирм специализировались в поддержке Вектора и разработке программ для него: кишиневский центр «Компьютер», московская фирма «Коман» и др. Самиздатовским способом издавались газеты с аппаратными схемами и описаниями программ: «Коман-Инфо» (фирма «Коман») и «Vector-User» (центр «Компьютер», затем В. Фиронов).
Ряд статей по схемотехнике «Вектора» и аппаратным решениям для него публиковался в журналах «Радиолюбитель» в период с 1992 по 1997 год и «ПК для всех» в 1994 году. Существовали и чисто электронные издания: «Invector», «Владимир Вектор» и др. В Санкт-Петербурге в 1998 и 1999 годах энтузиастами проводился конкурс «DemosFan», где демонстрировались игры и демо-программы для «Вектора».